# Type 095
Type 095 (Chinese aanduiding 09-V) is een met kernenergie aangedreven Chinese aanvalsonderzeeër van de Marine van het Volksbevrijdingsleger als opvolger van het Type 093.
Hij is stiller dan Type 093 en heeft meer uitgebreide actieve en passieve sonar, een verbeterde drukwaterreactor en een verbeterde romp.